# Еџвотер Естејтс (Тексас)
Еџвотер Естејтс (енгл. Edgewater Estates) насељено је место без административног статуса у америчкој савезној држави Тексас.

## Демографија
По попису из 2010. године број становника је 72.
| Група             | 2000.    | 2010.      |
| Белци             | 0 (0,0%) | 18 (25,0%) |
| Афроамериканци    | 0 (0,0%) | 3 (4,2%)   |
| Азијати           | 0 (0,0%) | 0 (0,0%)   |
| Хиспаноамериканци | 0 (0,0%) | 54 (75,0%) |
| Укупно            | 0        | 72         |